# Hrbat
Hrbat ili greben, geomorfološki pojam koji označava oblik strminskog reljefa, i to gornju izbočinu i izduženi vršni dio brda, gore ili planine, odnosno gorskog ili planinskog lanca, strm ili skoro okomit kao klif, ali koji, za razliku od klifa, u pravilu nije nastao djelovanjem abrazije i nije toliko podložan eroziji.
Isti se pojam upotrebljava za izduženu podvodnu stijenu (greben), poglavito u oceanskom podmorju, koja ima takva obilježja, ali i u priobalju, bilo da je ispod površine mora (ili slatkovodne površine), bilo da strši iz vode, pa nalikuje duguljastoj hridi.
Podrijetlo pojma vezano je uz riječi hrptenjača i hrptenica, odnosno izduženi središnji leđni dio tijela čovjeka ili životinje, pa se tako upotrebljava i u nekim drugim znanstvenim područjima i ljudskim djelatnostima (biologija, kulinarstvo, industrija i dr.).

## Vanjske poveznice
- Hrbat na 643 metara visokoj gori Kalniku u sjevernoj Hrvatskoj[neaktivna poveznica]
- Istrapedia: Gorski hrbat Učke
- Primjer hrbata u kulinarstvu